# 강윤경 (정치인)
강윤경(姜玧景, 1974년 7월 24일~)는 대한민국의 법조인이자 정치인으로, 더불어민주당 소속 정당인이다. 간도에서 조선인 금융기관 간도흥업주식회사를 설립한 금융전문가이자 독립운동을 후원한 강재후 선생의 증손녀이다.

## 학력
- 배산국민학교 졸업
- 망미여자중학교 졸업
- 부산동여자고등학교 졸업
- 부산대학교 대학원 사법학과 졸업

## 경력
- 2009.03 ~ 2011.01 : 제40기 사법연수원 수료
- 2015.07 ~ : 법무법인 정산 대표변호사
- 2019.01 ~ : 기술보증기금 비상임이사
- 2019.01 ~ : 부산을 사랑하는 사람들 공동대표
- 2019.06 ~ : 대한장애인체육회 장애인스포츠 권익보호 전문위원
- 2019.06 ~ : 더불어민주당 부산광역시당 수영구 지역위원장
- 2019.09 ~ : 민주평화통일자문회의 부산지역회의 수영구협의회 상임위원
- 2020.08 ~ 2022.10 : 더불어민주당 부산광역시당 수석대변인
- 2020.11 ~ : 국가균형발전위원회 균형발전 규제혁신 전문위원
- 2021.10 ~ : 부산광역시의회 고문변호사
- 2021.10 ~ : 국무총리 자문위원

### 정치 경력
법무법인 정산의 변호사였는데 2018년 제7회 전국동시지방선거를 앞두고 부산광역시장 선거에 출마한 더불어민주당 오거돈 후보의 캠프에서 대변인을 맡으면서 정계에 들서오게 되었고, 선거 종료 후 인수위원회(부산)에도 참여하였다. 2019년 1월 1일부터 가덕도신공항유치국민행동본부를 통해 부산지역 최대 현안 중 하나인 동남권 신공항 유치를 촉구하는 활동을 하였다. 같은 해 6월 24일엔 부산광역시 수영구 지역위원장에 임명되어 다음 해에 있을 대한민국 제21대 국회의원 선거 출마 준비를 했다.
그리고 2020년 4월 15일에 대한민국 제21대 국회의원 선거 때 본인이 지역위원장으로 있는 부산광역시 수영구에 공천을 받았다. 현역 의원인 미래통합당 유재중 의원이 불출마를 선언하면서 상대는 재선 수영구의원 출신 전봉민 후보로 결정되었다. 개표 결과 41% : 55.93%로 14.93% 차로 패배해 낙선했다.

## 선거 이력
| 실시년도 | 선거   | 대수 | 직책     | 선거구      | 정당         | 득표수    | 득표율          | 순위 | 당락 | 비고 |
| -------- | ------ | ---- | -------- | ----------- | ------------ | --------- | --------------- | ---- | ---- | ---- |
| 2020년   | 총선   | 21대 | 국회의원 | 부산 수영구 | 더불어민주당 | 42,489 표 | \| \| 41.00% \| | 2위  | 낙선 |      |
|          | 41.00% |      |          |             |              |           |                 |      |      |      |